# Oxymetazolin
Oxymetazolin ist eine chemische Verbindung aus der Gruppe der Imidazolin-Derivate. Sie wird als Arzneistoff zum Abschwellen der Nasenschleimhaut eingesetzt. Als α-Sympathomimetikum ist es ein α1-Adrenozeptor-Agonist und bewirkt die Kontraktion von glatter Muskulatur. Dadurch werden die lokal gelegenen Blutgefäße in der Nase verengt (Vasokonstriktion) und die geringere Durchblutung lässt die Schleimhäute abschwellen. Oxymetazolin findet daher in Nasensprays, Nasensalben und Nasentropfen Anwendung.
In der Augenheilkunde wird der Arzneistoff in Augentropfen zur Behandlung der nichtinfektiösen und allergischen Formen der Bindehautreizung bzw. Bindehautentzündung (Konjunktivitis) verwendet.

## Darstellung
Oxymetazolin wurde erstmals von Wolfgang Fruhstorfer und Helmut Müller-Calgan bei der Firma E. Merck Aktiengesellschaft in Darmstadt auf der Grundlage des Xylometazolins als Ausgangsgrundlage synthetisiert. Bei den Arbeiten stellte man fest, dass die Mehrheit der neuen Derivate in der Nase eher verstopfend als befreiend wirkten. Einige zeigten jedoch den Effekt des Xylometazolins. Aus diesen selektierte man das darauf generisch Oxymetazolin genannte Derivat, welches sich gegenüber dem bestehenden Xylometazolin durch eine verlängerte Wirkungsdauer auszeichnet. Deshalb wurde das Mittel für die Bord-Apotheke der ersten Mondlandung 1969 ausgewählt.
Die Darstellung gelingt durch die Umsetzung von 2,6-Dimethyl-3-hydroxy-4-tert-butyl-benzylcyanid mit Ethylendiamin in Anwesenheit von Schwefelkohlenstoff und unter Freisetzung von Ammoniak bei 100 °C über 48 Stunden. Aus dem Reaktionsprodukt wird Oxymetazolin anschließend durch mehrmaliges Umkristallisieren aus Benzol mit 75 % Ausbeute gewonnen.

## Wirkungen
Über Jahrzehnte war lediglich die abschwellende Wirkung von Oxymetazolin bekannt, die durch eine Verengung kleiner Blutgefäße in der Nasenschleimhaut erreicht wird. In den letzten Jahren konnte zusätzlich eine kausale Wirkung gegen die Rhinitis nachgewiesen werden. Oxymetazolin hat eine direkte antivirale Wirkung und vermindert die Expression von ICAM-1, einem Rezeptor für das humane Rhinovirus. Dadurch finden die Rhinoviren, die häufigsten Erreger des akuten Schnupfens, weniger Eintrittspforten in die Nasenschleimhaut.
Auch die Freisetzung entzündungsfördernder Zytokine wie Interleukine und TNF-α wird in Gegenwart von Oxymetazolin verhindert. Entzündungsfördernde Leukotriene werden durch Oxymetazolin unterdrückt, entzündungshemmende Leukotriene jedoch nicht.
Die Evidenz aus Studiendaten bezüglich einer therapeutischen Wirksamkeit über die abschwellende Wirkung hinaus ist derzeit nicht ausreichend.

## Nebenwirkungen
Längerer Gebrauch kann zum Austrocknen der Nasenschleimhäute führen und mit einer vermehrten Blutfülle der entsprechenden Gefäße einhergehen (Kongestion). Deshalb sollte eine Therapiedauer von sieben Tagen nicht überschritten werden. Gelegentlich kommt es zu Herzklopfen oder Blutdruckanstieg. Eine Anwendung in der Schwangerschaft und Stillzeit wird wegen der systemischen Wirkung nur nach ärztlichem Rat empfohlen.
Für Babys und Kleinkinder ist Oxymetazolin in altersentsprechender Dosierung gut verträglich.

## Handelsnamen
Monopräparate

Dr. Cabana-Nasentropfen (A), Nasivin (D, A, CH), Vicks Sines (CH), Wick Sinex (D, A) Afrin (USA)